# 哈特威克 (紐約州)
哈特威克（英語：Hartwick）是一個位於美國紐約州奧齊戈縣的鎮。

## 人口
根據2020年美國人口普查的數據，哈特威克的面積為104.69平方千米，當中陸地面積為103.80平方千米，而水域面積為0.89平方千米。當地共有人口1952人，而人口密度為每平方千米19人。